# Voivodato de Pomerania
El voivodato de Pomerania (en polaco: Województwo pomorskie, en casubio: Pòmòrsczé wòjewództwò) es una de las 16 provincias que conforman la República de Polonia, según la división administrativa del año 1998.
En este voivodato se encuentra la Triciudad (Trójmiasto), una de las principales aglomeraciones del país, formada por las tres ciudades de Gdansk, Gdynia y Sopot. La aglomeración cuenta con más de 745 600 habitantes.

## Divisiones
Ciudades-distrito
- Gdańsk - 456 105
- Gdynia - 251 183
- Słupsk - 98 402
- Sopot - 39 836

Distritos
- Distrito de Wejherowo - 181 835
- Distrito de Starogard - 121 963
- Distrito de Tczew - 112 614
- Distrito de Kartuzy - 109 312
- Distrito de Słupsk - 92 172
- Distrito de Chojnice - 91 584
- Distrito de Gdańsk - 85 566
- Distrito de Kwidzyn - 80 708
- Distrito de Bytów - 75 313
- Distrito de Puck - 74 196
- Distrito de Kościerzyna - 66 790
- Distrito de Lębork - 69 658
- Distrito de Malbork - 62 960
- Distrito de Człuchów - 56 797
- Distrito de Sztum - 41 808
- Distrito de Nowy Dwór - 35 498